# Питеркино
Пи́теркино (чув. Питĕркасси) — деревня в Красночетайском районе Чувашской Республики.  Административный центр Питеркинского сельского поселения.

## География
Находится в северо-западной части Чувашии, к юго-западу от границы районного центра села Красные Четаи.

## История
Известна с 1859 года, когда здесь было учтено 89 дворов и 794 жителя. В 1897 году было учтено 212 дворов и 1163 жителя, в 1926 – 349 дворов и 1591 житель, в 1939 – 1767 жителей, в 1979 – 1145. В 2002 году было 357 дворов, в 2010 – 258  домохозяйства. В 1930 году был образован колхоз им.Калинина, в 2010 году действовал СХПК «Апрель» .

## Население
Постоянное население составляло 736 человек (чуваши 98%) в 2002 году, 647 в 2010.